# Cadair Fawr
Cadair Fawr est une colline située dans le nord du comté de Rhondda Cynon Taf, au pays de Galles.

## Situation
Cadair Fawr se trouve dans le parc national des Bannau Brycheiniog et le Fforest Fawr Geopark (en). Son sommet, culminant à 485 m, est marqué par un point trigonométrique. Cadair Fawr est le point culminant d'une large crête appelée Cefn Cadlan, qui forme la limite nord de Cwm Cadlan, une vallée qui s'étend elle-même vers l'est-nord-est depuis le village de Penderyn. Le nom Cadair Fawr signifie « la grande chaise », tandis que Cefn Cadlan signifie « la crête du champ de bataille ».

## Géologie
Le sommet est formé de calcaire carbonifère, tandis qu'une grande partie de la crête de Cefn Cadlan, qui s'incline vers l'ouest, est constituée de grès de Twrch (anciennement appelé grès basal), également datant du Carbonifère. Une série de failles mineures traverse la colline du nord-ouest au sud-est, tandis que quelques-unes, dont la faille de Coed Hir, s'étendent du nord-est au sud-ouest, parallèlement à la faille majeure faisant partie de la Neath Disturbance (en) qui traverse Cwm Cadlan. Une grande partie de la surface de la colline est criblée de dolines, les plus importantes se trouvant à la surface du grès. Des carrières ont été ouvertes dans le calcaire et le grès au fil des ans, mais aucune n'est de nos jours (2025) en activité.